# 7240 Hasebe
7240 Hasebe eller 1989 YG är en asteroid i huvudbältet som upptäcktes den 19 december 1989 av de båda japanska astronomerna Toshimasa Furuta och Yoshikane Mizuno vid Kani-observatoriet. Den är uppkallad efter den japanske amatörastronomen Takao Hasebe.
Asteroiden har en diameter på ungefär 3 kilometer.